# Koncert skrzypcowy (Czajkowski)
Koncert skrzypcowy D-dur op. 35 Piotra Czajkowskiego – jedna z najpopularniejszych kompozycji Czajkowskiego oraz jeden z najbardziej znanych koncertów skrzypcowych na świecie. Zaliczany do jednego z najtrudniejszych pod względem technicznym utworów na skrzypce.

## Historia
Koncert powstał w 1879 roku w kurorcie Clarens w Szwajcarii, gdzie Czajkowski odzyskiwał zdrowie psychiczne po rozpadzie jego małżeństwa z Antoniną Milukową.
Kompozytorowi towarzyszył skrzypek Iosif Kotek, który doradzał Piotrowi w kwestiach technicznych gry skrzypcowej. Pomimo to koncert został stworzony w ciągu miesiąca.
Prawykonanie utworu miało miejsce 4 grudnia 1881 w Wiedniu pod batutą Hansa Richtera. Partię solową wykonał Adolf Brodski.

## Instrumentacja
Utwór przeznaczony jest do wykonywania przez orkiestrę symfoniczną oraz skrzypce wykonujące partię solową.
Skład orkiestry (według kolejności zapisywania w partyturze):
- 2 flety poprzeczne
- 2 oboje
- 2 klarnety
  - klarnet A
  - klarnet B
- 2 fagoty
- 4 waltornie F (rogi)
- 2 trąbki
- kotły
- kwintet smyczkowy
  - 2 skrzypiec
    - I skrzypce
    - II skrzypce

  - altówki
  - wiolonczele
  - kontrabasy

## Forma
Kompozycja ma budowę charakterystyczną dla romantycznego koncertu solowego, tj. składa się z 3 części:
- Cz. I Allegro moderato (w tonacji D-dur)
- Cz. II Canzonetta: Andante (w tonacji g-moll)
- Cz. III Finale: Allegro vivacissimo (w tonacji D-dur)

Części II i III następują po sobie attacca (wł. dołączać, przyszywać), tj. podczas wykonywania utworu nie powinno robić się między nimi przerwy, lecz grać je bezpośrednio po sobie.